# Баленков, Михаил Павлович
Михаил Павлович Баленков (6 марта 1940, Ленинград — 1995, Санкт-Петербург) — советский гребец и тренер по академической гребле. Чемпион СССР в составе восьмёрки распашной, участник летних Олимпийских игр в Риме. Тренер чемпионов мира Алексея Камкина и Валерия Долинина, заслуженный тренер РСФСР.

## Биография
Михаил Баленков родился 6 марта 1940 года в Ленинграде. Пришёл в гребной спорт сравнительно поздно во время учёбы в Государственном институте физической культуры имени П. Ф. Лесгафта, но достаточно быстро овладел техникой гребли и начал показывать на соревнованиях хорошие результаты. Первое время выступал в добровольном спортивном обществе «Буревестник» в четвёрках распашных, позже пересел в восьмёрку и вошёл в основной состав советской национальной сборной.
Наибольшего успеха как спортсмен добился в сезоне 1960 года, когда стал чемпионом Советского Союза в зачёте восьмёрок распашных с рулевым и благодаря череде удачных выступлений удостоился права защищать честь страны на летних Олимпийских играх в Риме. Стартовал в составе экипажа, куда также вошли гребцы Вольдемар Дундур, Виктор Баринов, Виктор Богачёв, Николай Гомолко, Борис Горохов, Леонид Иванов, Владимир Малик и рулевой Юрий Лоренцсон, тем не менее, попасть здесь в число призёров им не удалось — на стартовом отборочном этапе они финишировали только четвёртыми, тогда как в утешительном заезде показали второй результат, уступив на финише команде из Франции.
По окончании спортивной карьеры Баленков занялся тренерской деятельностью в ленинградском гребном клубе «Знамя», где подготовил многих талантливых гребцов, добившихся больших успехов на всесоюзном уровне. В числе наиболее известных его воспитанников — заслуженные мастера спорта Алексей Камкин и Валерий Долинин, победители множества международных регат, чемпионы мира, призёры Олимпийских игр. Тренировавшийся под его руководством младший брат Николай так же гребцом: бронзовый призёр чемпионата Европы, мастер спорта международного класса. За достижения на тренерском поприще Михаил Баленков был удостоен почётного звания «Заслуженный тренер РСФСР».
Умер в 1995 году. Похоронен на Северном кладбище в Санкт-Петербурге.